# Kemény G. Gábor
Kemény G. Gábor (eredetileg Krausz Gusztáv; Kassa, 1915. június 2. – Budapest, 1981. november 8.) magyar történész, irodalomtörténész, bibliográfus. Fia Kemény Gábor (1948–2021) nyelvész.

## Életútja
Felsőfokú tanulmányait a Pázmány Péter Tudományegyetem magyar–francia–történelem szakán végezte, ahol 1937-ben tanári, 1944-ben bölcsészdoktori oklevelet kapott.
1943–1944-ben a Statisztikai Tudósító és a pécsi Erzsébet Tudományegyetem Kisebbségi Intézete munkatársaként dolgozott. 1945-ben részt vett a Dunai Munkaközösség, majd a Magyar–Román Társaság és a Mocsáry Kollégium megalapításában. 1945 májusától augusztusig az Anonymus Könyvkiadó lektora, 1945 és 1957 között az Országos Széchényi Könyvtár Hírlaptárának osztályvezető-helyettese volt. 1957-től 1962-ig az MTA Irodalomtörténeti Intézete Bibliográfiai Osztályának tudományos osztályvezetőjeként, 1962 és 1980 között az OSZK Sajtóosztályának, illetve Tájékoztatási Főosztályának tudományos főmunkatársaként tevékenykedett. 1973-ban megalapította és 1980-ig vezette az MTA Nemzetiségi Bibliográfiai Kutatócsoportját.
A Magyar Történelmi Társulat és a Magyar Irodalomtörténeti Társaság választmányi tagja volt. 1960-ban megszerezte az irodalomtudományok kandidátusa címet.

## Munkássága
Magyarország 19. századi történetét, főként a magyarországi és a kelet-közép-európai nemzetiségek és nemzeti kisebbségek helyzetét kutatta. A magyar nemzetiségi kérdés a törvények és tervezetek tükrében című egyetemi doktori értekezése 1946-ban, majd 1947-ben is napvilágot látott. Katus Lászlóval folytatta az I. Tóth Zoltán által elkezdett magyar történeti bibliográfia kiadását. Iratok a nemzetiségi kérdés történetéhez Magyarországon a dualizmus korában című dokumentumgyűjteményének hétkötetnyi anyaga 1952 és 1999 között jelent meg. 1962-ben válogatást tett közzé a magyarság és a szomszédos népek kapcsolatának évszázadait bemutató szövegekből. Számos cikket és monográfiát szentelt Mocsáry Lajos életének és pályafutásának, válogatott műveit 1958-ban adta ki. Szintén életrajzi tanulmányokban elevenítette fel Teleki László emlékezetét. Az ő írásaiból 1961-ben tett közzé kétkötetes forrásválogatást.

## Főbb művei

### Monográfiák, tanulmánykötetek
- Így tűnt el egy gondolat. A felvidéki magyar irodalom története 1918–1938 (Budapest, 1940)
- A magyar nemzetiségi kérdés a törvények és tervezetek tükrében 1790–1918 (Budapest, 1946, 1947)
- Társadalom és nemzetiség a szabadságharc hadi lapjaiban (Budapest, 1957)
- Mocsáry Lajos és a nemzetiségek (Budapest, 1960)
- Mocsáry Lajos 1826–1916. Életút és pályakép (Budapest, 1977)
- Kapcsolatok vonzásában. Tanulmányok (Bratislava – Budapest, 1977)
- A dunai mikrokozmosz. Kemény G. Gábor kiadatlan írásai (Békéscsaba, 1984)

### Szerkesztett kötetek
- Iratok a nemzetiségi kérdés történetéhez Magyarországon a dualizmus korában I–VII. (Budapest, 1952–1999)
- Mocsáry Lajos válogatott írásai (Budapest, 1958)
- Magyar történeti bibliográfia 1825–1867 IV. Nemmagyar népek – nemzetiségek (Katus Lászlóval; Budapest, 1959)
- Tanulmányok a magyar–orosz irodalmi kapcsolatok köréből I–III. (Budapest, 1961)
- Teleki László válogatott munkái I–II. (Budapest, 1961)